# Glenoides texanaria
Glenoides texanaria là một loài bướm đêm trong họ Geometridae.